# ويليام فيرغسون
ويليام فيرغسون (بالإنجليزية: William Ferguson)‏ هو سياسي أسترالي، ولد في 14 نوفمبر 1891 في أستراليا، وتوفي في 29 يناير 1961 في أستراليا. حزبياً، نشط في حزب العمال الأسترالي. وقد انتخب عضو الجمعية التشريعية نيو ساوث ويلز وانتخب عضو المجلس التشريعي نيو ساوث ويلز.